# Xylena dufayi
Xylena dufayi är en fjärilsart som beskrevs av Paul Gervais 1915. Xylena dufayi ingår i släktet Xylena och familjen nattflyn. Inga underarter finns listade i Catalogue of Life.